# HD 91942
HD 91942, также известная как r Киля (r Car) — звезда в созвездии Киля. r Киля — оранжевый гигант спектрального класса К с видимым блеском +4.45. Он удалён от Земли на расстояние 1380 световых лет.